# Коллін (департамент)
Коллі́н (фр. Collines) — департамент Беніну, виділений у 1999 році зі складу департаменту Зу. Адміністративний центр - місто Савалу.

## Географія
Межує на заході з Того, на сході - з Нігерією, на півночі - з департаментами Боргу і Донга, на півдні - з департаментами Зу і  Плато.

## Адміністративний поділ

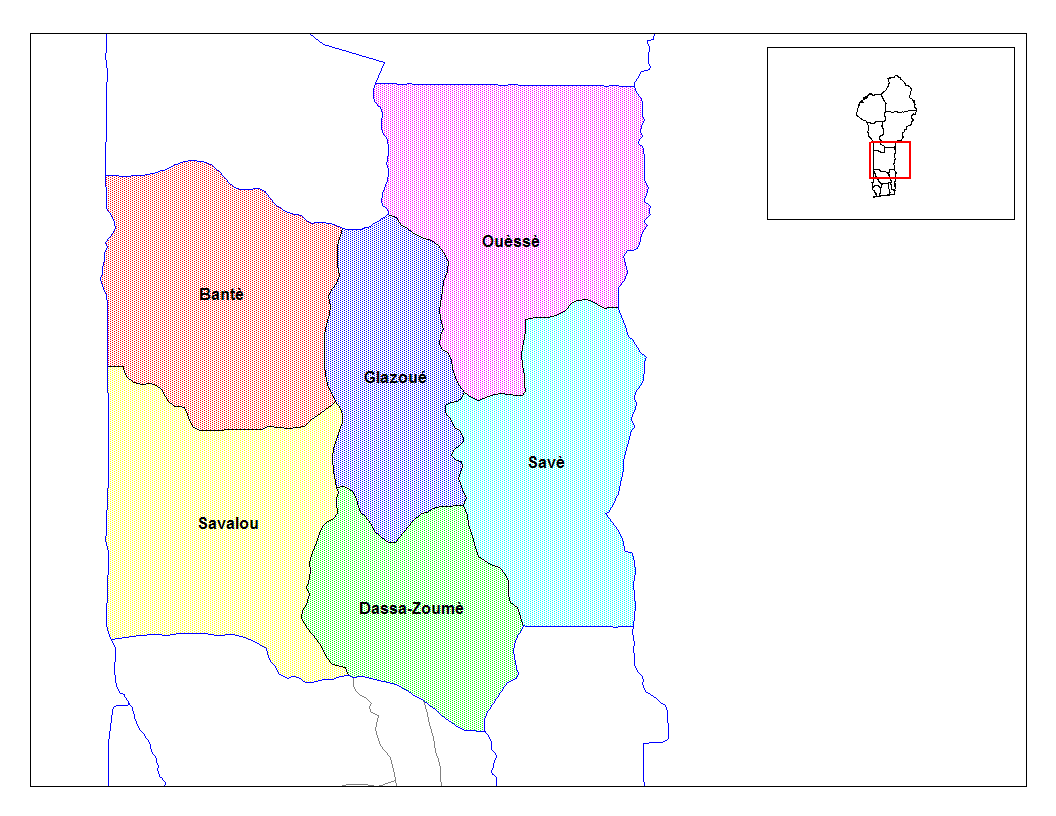
Комуни департаменту Коллінз.

Включає 6 комун:
- Банте (фр. Bantè)
- Глазуе (фр. Glazoué)
- Даса-Зуме (фр. Dassa-Zoumè)
- Савалу (фр. Savalou)
- Саве (фр. Savè)
- Весе (фр. Ouèssè)